# Хинтс, Анна
Анна Хинтс (эст. Anna Hints; род. 27 мая 1982, Тарту) — эстонский кинорежиссёр.
Родилась в семье, принадлежащей к народности выру; отец — психолог, мать — врач. Окончила гимназию в Хаапсалу, в 2000—2003 гг. изучала сравнительное литературоведение и фольклор в Тартуском университете, в 2003—2009 гг. фотографию в Тартуском художественном колледже, в 2010—2013 гг. кинорежиссуру в Балтийской школе кино и медиа Таллинского университета.
В 2012—2018 гг. сняла ряд короткометражных фильмов, в которых выступила как режиссёр и сценарист. Фильмы Хинтс, и прежде всего «Свободная земля» (эст. Vaba maa; 2012) и «Лёд» (эст. Jää; 2017), получили ряд эстонских и международных премий, в том числе Эстонскую премию в области кинематографии и телевидения (2018, за «Лёд»). В 2023 году Хинтс дебютировала с полнометражным документальным фильмом «Сестринство бани по-чёрному» (эст. Savvusanna sõsarad), премьера которого состоялась на международном кинофестивале «Сандэнс» в США, по итогам которого она была удостоена премии как лучший кинорежиссёр-документалист. Фильм также был представлен на многих других международных фестивалях и выдвинут от Эстонии на соискание премии «Оскар» в номинации «лучший фильм на иностранном языке».
Выступает также как вокалистка, с 2014 г. в составе группы Eeter.

## Награды
- Крест «За заслуги» III класса (2023, Министерство иностранных дел Эстонии)[5]
- Национальная премия Эстонии в области культуры (2024)[6]